# Marc Van Craen
Marc Van Craen (* 1946) ist ein belgischer Diplomat (a. D.). 

## Leben
Van Craen studierte Ostasienwissenschaften (B.A. 1973) und internationale Politik (M.A. 1975) – beide Abschlüsse an der Sophia-Universität Tokio.
Ab 1977 im auswärtigen Dienst des Königreiches, war er als Kulturattaché an den belgischen Botschaften in Tokio und Peking beschäftigt. Von September 1990 bis August 1994 war er stellvertretender Ständiger Vertreter Belgiens bei den Vereinten Nationen in Genf. Ab 1994 bekleidete er eine Reihe von Botschafterposten: Von August 1994 bis September 1996 diente er als belgischer Botschafter in Burundi, dann von Oktober 1996 bis Mai 1998 in Indonesien, von September 2005 bis Juli 2009 in Dänemark und von September 2009 bis September 2011 in der Schweiz.